# Bruciatore di Teclu

bruciatore di Teclu (Teclu burner)

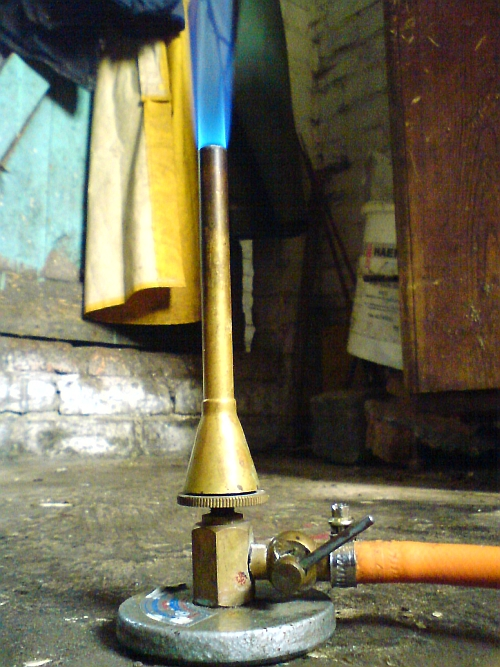
Il bruciatore Teclu torreggiante

Il Teclu burner (o bruciatore di Teclu), è un bruciatore a gas usato in chimica. 
Prende il nome da Nicolae Teclu, il chimico rumeno che l'ha sviluppato nel 1892. 

## Fiamma

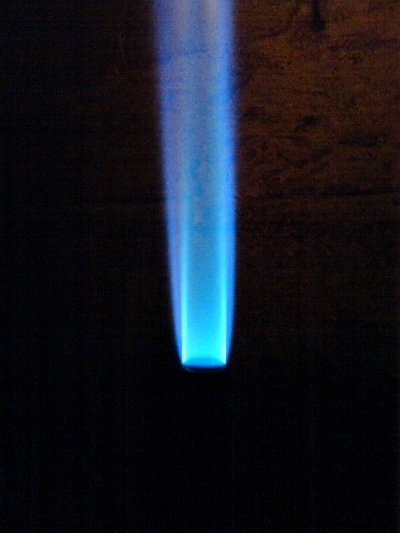
La fiamma del Teclu_burner
ossidante, in funzione della posizione del manicotto

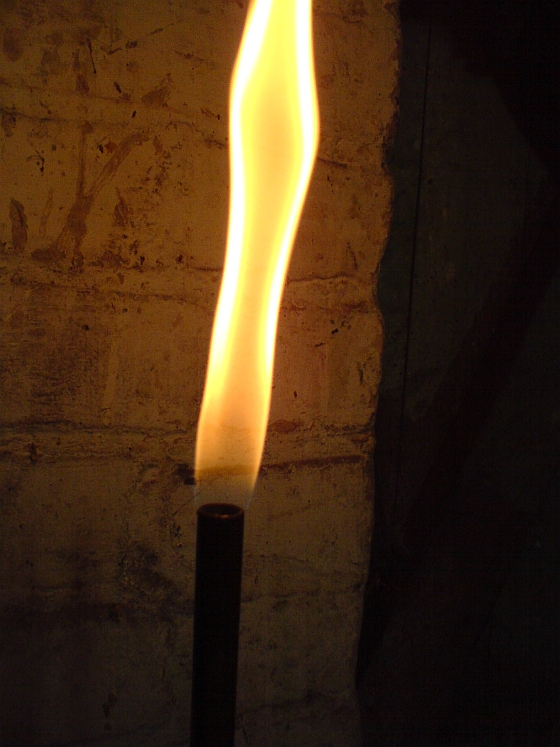
La fiamma del Teclu_burner
riducente, in funzione della posizione del manicotto

La fiamma del bruciatore di Teclu può variare da ossidante di colore azzurro, o riducente (poco ossigeno nella miscela) di colore verso il giallo.

## Funzionamento
Il Teclu burner brucia un flusso continuo di gas senza rischio che la fiamma abbia un ritorno nel tubo e giunga fino alla bombola. In genere il bruciatore usa gas naturale (sostanzialmente metano con piccole quantità di propano e butano) o, in alternativa, gas di petrolio liquefatto (propano, butano o una miscela dei due).
Gli ugelli progettati per gas naturale hanno diametro maggiore dei fori di quelli del gas propano - butano.
La costruzione assomiglia al becco di Bunsen. La differenza principale risiede nella regolazione dell'alimentazione di aria, che permette di ottenere una fiamma di temperatura più elevata. 
Un tronco di cono alla base del camino (che conferisce la caratteristica forma del dispositivo) consente una miscelazione continua tra gas e aria mentre scorrono verso l'alto. 
La quantità d'aria fornita al bruciatore è regolata per mezzo di un disco di metallo sul tubo filettato che fornisce gas di combustione. Se il disco ruota, solleva o abbassa il tubo, il che incrementa o diminuisce la distanza tra il disco stesso ed il tronco di cono e, di pari passo, aumenta o riduce il flusso d'aria aspirata per effetto Venturi. Così si può ottenere una fiamma di diversa natura, ossidante o riducente. La temperatura massima della fiamma della miscela gas-aria può superare i 1500 °C.

La portata del gas è regolata invece da un'apposita vite.

## Varianti
Esistono altri bruciatori a gas basati sullo stesso principio:
- il becco di Bunsen è il più conosciuto bruciatore a gas da laboratorio col tubo di aspirazione esteso dall'alto verso il basso.
- il Meker-Fisher burner è un bruciatore a gas da laboratorio ma il bruciatore ha un diametro maggiore per raggiungere una base di fiamma più larga.